# Metaschisma
Metaschisma is een geslacht van kreeftachtigen uit de klasse van de Ostracoda (mosselkreeftjes).

## Soort
- Metaschisma nex Kornicker, 1994